# Welterbe in Deutschland

Welterbe-Emblem

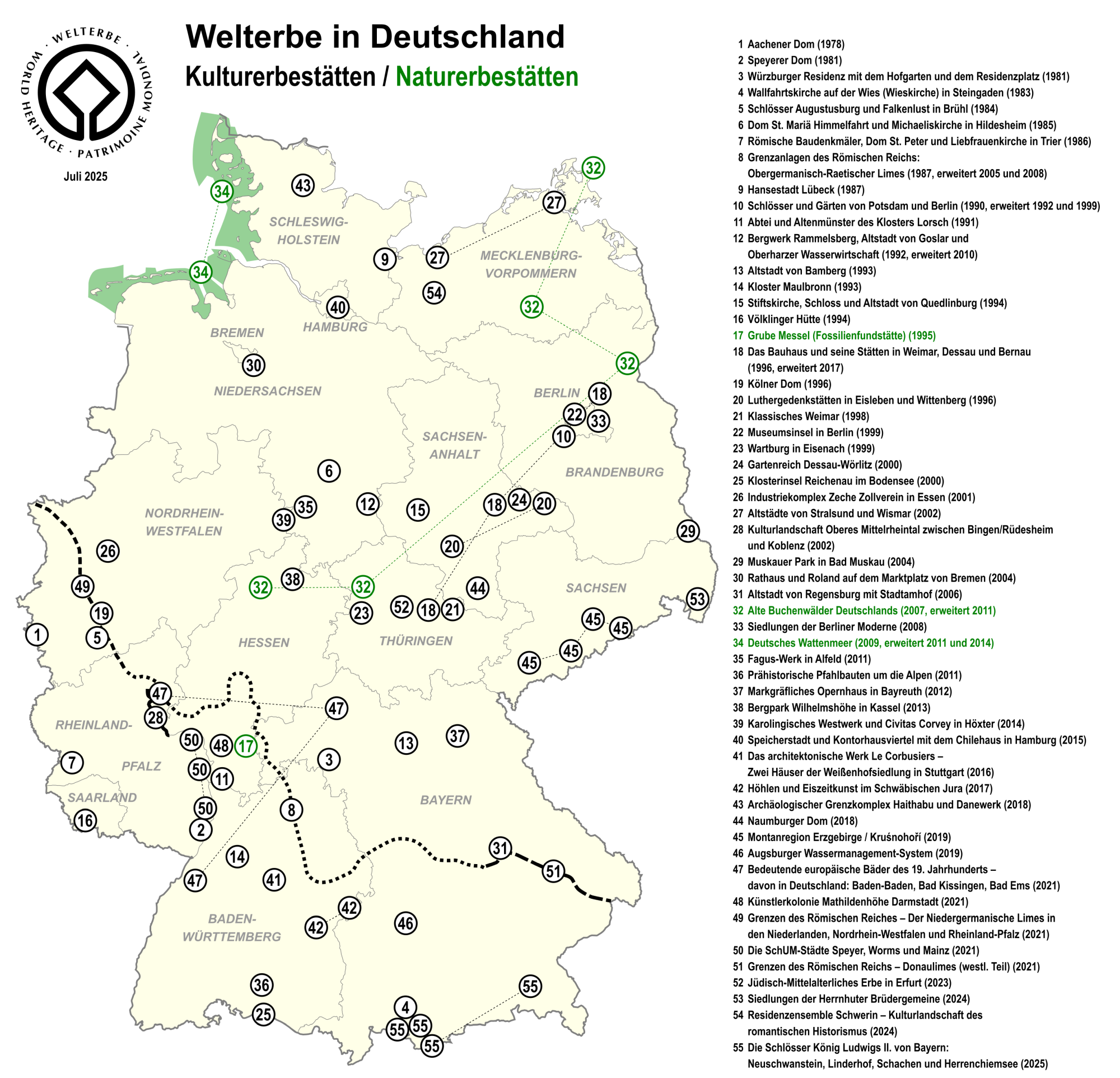
Welterbestätten in der Bundesrepublik Deutschland, Stand: Juli 2025

Zum Welterbe in Deutschland gehören (Stand 2025) 55 UNESCO-Welterbestätten, darunter 52 Stätten des Weltkulturerbes und drei Stätten des Weltnaturerbes. Neun dieser Stätten sind grenzüberschreitend oder transnational. Deutschland ist hinter Italien und China das Land mit den drittmeisten Welterbestätten sowie hinter Italien jenes mit den zweitmeisten Weltkulturerbestätten.
Die Bundesrepublik Deutschland hat die Welterbekonvention 1976 ratifiziert. Der Kaiserdom zu Aachen gehörte 1978 als einzige deutsche Stätte zu den zwölf, mit denen die Welterbeliste eröffnet wurde. Die Deutsche Demokratische Republik unterzeichnete den Vertrag 1988. Die für 1990 nominierten Schlösser und Gärten von Potsdam wurden bei der Sitzung im Dezember 1990, also bereits nach der Wiedervereinigung, gemeinsam mit Gebieten aus Berlin als Schlösser und Parks von Potsdam und Berlin in das Welterbe aufgenommen. Als bislang letzte Stätten in Deutschland wurden 2025 Die Schlösser König Ludwigs II. von Bayern: Neuschwanstein, Linderhof, Schachen und Herrenchiemsee aufgenommen. Deutschland war das zweite Land, in dem einer Stätte der Welterbetitel aberkannt wurde (Dresdner Elbtal, Welterbe 2006–2009).
Die Anträge auf Nominierung einer Stätte zum UNESCO-Welterbe stellen in Deutschland die Bundesländer. Zu den wechselnden Tagungsorten des Welterbekomitees gehörten 1995 Berlin und 2015 Bonn.

## Allgemeines

### Rechtlicher Rahmen
Beide deutsche Staaten unterzeichneten die Convention Concerning the Protection of the World Cultural and Natural Heritage (Welterbekonvention) bereits vor der Wiedervereinigung, die Bundesrepublik am 23. August 1976 und die DDR am 12. Dezember 1988. Die rechtliche Verbindlichkeit der Konvention für Deutschland ist allerdings bis heute nicht vollständig geklärt. In der Bundesrepublik ging man nach der Ratifikation 1976 von der Existenz eines entsprechenden Vertragsgesetzes im Sinne des Art. 59 Abs. 2 Satz 1 GG aus, das der Konvention innerstaatliche Geltung verschafft hätte. Tatsächlich fehlt jedoch bis heute ein solches Vertrags- oder Zustimmungsgesetz, was die überwiegende Meinung in der Literatur zu der Ansicht führt, dass die Welterbekonvention lediglich ein Verwaltungsabkommen im Sinne des Art. 59 Abs. 2 Satz 2 GG darstellt und damit also keine „echte“ Transformation in nationales Recht erfolgt ist, was nach Ansicht von UNESCO-Vertretern eine empfindliche Lücke darstellt.
Die völkerrechtlichen Verpflichtungen, die die Bundesrepublik mit Beitritt zur Konvention eingegangen ist, sind aber gleichwohl von allen staatlichen Organen zu beachten, wozu auch die Gerichte und Kommunen gehören (Völkerrechtsfreundlichkeit des Grundgesetzes). Die Bundesregierung Merkel I verneinte im März 2008 sogar jegliche Regelungslücke, indem sie feststellte: „Die Welterbekonvention ist 1976 gemäß…der so genannten ‚Lindauer Absprache‘ ratifiziert worden, d. h. die Länder haben damals ihr Einverständnis gegeben. Damit sind auch die Länder an die Welterbekonvention gebunden.“ Allerdings ist die Rechtsgültigkeit der Lindauer Absprache umstritten, da sie (siehe ebendort) möglicherweise nicht verfassungskonform ist.
Mit der Wiedervereinigung 1990 erweiterte sich die Gültigkeit der Welterbekonvention auf das Beitrittsgebiet (ehemalige DDR), wo jedoch ohnehin bereits im Frühjahr 1989 die Konvention durch den Staatsrat der DDR angenommen worden und in Kraft getreten war. Im Einigungsvertrag wurde ihre Geltung für das Beitrittsgebiet allerdings mangels Aufnahme in die dafür vorgesehene Anlage II nicht explizit vereinbart. Somit steht ein weiteres „Fragezeichen“ hinter dem o. a. Bundesregierungs-Zitat, da ja die neuen Bundesländer 1976 noch nicht existierten.
Im Zusammenhang mit der Dresdner Waldschlößchenbrücke kam das Bundesverfassungsgericht zu der Einschätzung, dass die Welterbekonvention

„… nach Konzeption und Wortlaut keinen absoluten Schutz gegen jede Veränderung [bietet]. In Anbetracht [des] völkerrechtlichen Rahmens ist es verfassungsrechtlich möglich, dass sich der in einer förmlichen Abstimmung festgestellte Bürgerwille…in einem Konflikt über die planerische Fortentwicklung einer Kulturlandschaft durchsetzt. …Als Folge müssen dann gleichwohl die möglichen Nachteile aus der Entscheidung – wie etwa der Verlust des Welterbestatus und ein damit einhergehender Ansehensverlust – in Kauf genommen werden.“

### Organisatorischer Rahmen
Unterschutzstellung und Pflege von Denkmälern sind Angelegenheit der deutschen Bundesländer. Mögliche Anträge zur Aufnahme in die Welterbeliste werden zunächst von der vorgesehenen Welterbestätte in Zusammenarbeit mit dem für Denkmalangelegenheiten zuständigen Ressort des entsprechenden Bundeslandes bearbeitet. Die Kultusministerkonferenz (KMK) führt die aus den Ländern kommenden Vorschläge zu einer einheitlichen deutschen Vorschlagsliste (Tentativliste) zusammen. Die Tentativliste dient nach Verabschiedung durch die Kultusministerkonferenz als Grundlage für die künftigen Nominierungen Deutschlands für die UNESCO-Welterbeliste. Sie wird über die für Denkmalpflege zuständigen Länderbehörden, das Sekretariat der KMK, das Auswärtige Amt und das UNESCO-Welterbezentrum in Paris dem UNESCO-Welterbekomitee zur Entscheidung vorgelegt.
Deutschland war von 1976 bis 1978, von 1980 bis 1987 und von 1991 bis 1997 Mitglied des Welterbekomitees. Von 1995 bis 1996 hatte es den Vorsitz. 2011 wurde Deutschland erneut in das Welterbekomitee gewählt. Die deutsche Delegation wird vom Auswärtigen Amt als dem für die Zusammenarbeit Deutschlands mit der UNESCO federführenden Ressort geleitet. Die KMK benennt einen Delegierten als Vertreter der Länder für den Kulturbereich beim Welterbekomitee der UNESCO.
Aufgabe der Deutschen UNESCO-Kommission (DUK), einer Mittlerorganisation der Auswärtigen Kulturpolitik, ist es, die Bundesregierung und die übrigen zuständigen Stellen in UNESCO-Belangen zu beraten, an der Verwirklichung des UNESCO-Programms in Deutschland mitzuarbeiten, die Öffentlichkeit über die Arbeit der UNESCO zu informieren und Institutionen, Fachorganisationen und Experten mit der UNESCO in Verbindung zu bringen. Die Deutsche UNESCO-Kommission wirkt an der Umsetzung der Welterbekonvention in Deutschland mit und arbeitet eng mit allen für das Welterbe zuständigen Stellen zusammen.
Als „Dachorganisation“ für die touristische Vermarktung der Welterbe-Stätten fungiert der UNESCO-Welterbestätten Deutschland e. V. mit
- der Deutschen UNESCO-Kommission (DUK),
- der Deutschen Zentrale für Tourismus (DZT),
- der Deutschen Stiftung Denkmalschutz (DSD),
- lokalen Tourismus-Organisationen und
- Vertretern einzelner Welterbestätten

als ordentliche Mitglieder sowie mit einigen Fördermitgliedern. Der Verein wurde 2001 gegründet und hat seine Geschäftsstelle in Quedlinburg im Salfeldtschen Palais.

### Welterbetag
Der UNESCO-Welterbetag wurde in Deutschland auf Initiative der Deutschen UNESCO-Kommission und des UNESCO-Welterbestätten Deutschland e. V. ins Leben gerufen. Er wird seit 2005 alljährlich am ersten Sonntag im Juni mit Veranstaltungen an allen Welterbestätten begangen.
Die zentrale Veranstaltung zum deutschen UNESCO-Welterbetag 2017 fand am 4. Juni im Nationalpark-Zentrum Königsstuhl in Sassnitz statt. Im Jahr 2018 war der Aachener Dom das Zentrum der Veranstaltungsreihe. 2020 gab es aufgrund der COVID-19-Pandemie ein weitgehend digitales Angebot der Welterbestätten. Die zentrale Veranstaltung 2022 fand in Wismar statt.

### Tourismus
Während im Rahmen des Dresdner Brückenstreits (s. u.) oft damit argumentiert wurde, dass der Welterbetitel keinen nennenswerten touristisch-ökonomischen Effekt für die Kommune und die ansässigen Unternehmen habe, wird dies deutschlandweit differenzierter beurteilt. Einige Stätten wie beispielsweise die Stralsunder Altstadt und die Klosterinsel Reichenau verzeichneten einen deutlich positiven Einfluss auf die Besucherströme.

### Konfliktfälle
Trotz der lückenhaften Gesetzesgrundlage wurde bisher – vor allem im Bewusstsein um die tourismusfördernde Bedeutung des UNESCO-Titels – eine Verletzung der Welterbekonvention in den meisten Fällen erfolgreich verhindert. Zur offenen Konfrontation mit den Schutzzielen der UNESCO kam es lediglich beim Kölner Dom und beim Dresdner Elbtal (siehe #Kölner Dom (gefährdet 2004–2006) und #Dresdner Elbtal (gefährdet ab 2006, gestrichen 2009) weiter unten). Während die örtliche Politik in Köln unter dem Druck der Weltorganisation nach einiger Zeit einlenkte und der Konflikt beigelegt wurde, endete der Dresdner Fall mit der Aberkennung des Welterbe-Status.

### Investitionsprogramm nationale UNESCO-Welterbestätten
Das Bundesministerium für Verkehr, Bau und Stadtentwicklung hat das „Investitionsprogramm nationale UNESCO-Welterbestätten“ Anfang 2009 im Zusammenhang mit dem Konjunkturpaket I auf den Weg gebracht. In diesem Programm stehen in den Jahren 2009 bis 2014 insgesamt 220 Mio. Euro Bundesmittel für die deutschen UNESCO-Welterbestätten zur Verfügung. Gefördert werden investive und konzeptionelle Maßnahmen, die der Erhaltung, Sanierung oder Weiterentwicklung der Welterbestätten dienen. Dazu gehören die Sanierung von Schlössern, Burgen, Einzelgebäuden, Industriedenkmälern und Landschaftsparks von Weltrang ebenso wie die Durchführung städtebaulicher Maßnahmen in deren Umfeld oder auch die Erstellung von touristischen Leitsystemen. Ein weiteres Ziel des Investitionsprogramms besteht darin, den fachlichen Austausch zwischen den Welterbestätten zu intensivieren.
Die Auswahl der Förderprojekte 2009 und 2010 erfolgte auf Empfehlung einer unabhängigen Expertenkommission.
Kriterien waren dabei:
1. Städtebau (stadtentwicklungspolitische Bedeutung, stadtbildprägende Wirkung, architektonische Qualität)
2. Denkmalpflege (Konservatorisch restauratorische Maßnahmen, Reversibilität von Einbauten, Verträglichkeit der Einbauten)
3. Zusätzliche Aspekte (Dringlichkeit, Machbarkeit, Nachhaltigkeit von Nutzungen, Vorbildwirkung, Innovationscharakter, energetische Aspekte, konjunkturelle Wirkung)

Mit den Mitteln des Investitionsprogramms nationale UNESCO-Welterbestätten fördert das Bundesministerium für Verkehr, Bau und Stadtentwicklung insgesamt 213 Projekte in 60 Welterbekommunen und UNESCO-Welterbestätten.

## Welterbestätten

### Aktuelle Welterbestätten
Die folgende Tabelle listet die UNESCO-Welterbestätten in Deutschland in chronologischer Reihenfolge nach dem Jahr ihrer Aufnahme in die Welterbeliste (K – Kulturerbe, N – Naturerbe, K/N – gemischt, (G) – auf der Liste des gefährdeten Welterbes).
| Bild                                                                      | Bezeichnung                                                                                            | Jahr       | Typ | Ref. | Beschreibung |
| ------------------------------------------------------------------------- | --- | ---------- | --- | ---- | --- |
| (weitere Bilder)                                                          | Aachener Dom (Lage)                                                                                    | 1978       | K   | 3    | Eines der architektonisch herausragendsten Bauwerke der karolingischen Renaissance; der Aachener Domschatz gehört zu den bedeutendsten Kirchenschätzen in Nordeuropa. Im Dom wurde von 936 bis 1531 31 deutsche Könige und Kaiser gekrönt. Erfüllte Kriterien für Weltkulturerbe: i., ii., iv., vi. Offiziell: Aachen Cathedral |
| (weitere Bilder)                                                          | Speyerer Dom (Lage)                                                                                    | 1981       | K   | 168  | Eines der weltweit bedeutendsten romanischen Bauwerke aus der Zeit des Heiligen römischen Reiches (die weltweit größte erhaltene romanische Kirche) und die Haus- und Grabeskirche des salischen Kaisergeschlechts. Erfülltes Kriterium für Weltkulturerbe: ii. Offiziell: Speyer Cathedral |
| (weitere Bilder)                                                          | Würzburger Residenz und Hofgarten (Lage)                                                               | 1981       | K   | 169  | Die Würzburger Residenz, zusammen mit dem hinter ihr liegenden Hofgarten und dem vor ihr liegenden Residenzplatz, ist ein bedeutendes Zeugnis des europäischen Barocks. Erfüllte Kriterien für Weltkulturerbe: i., iv. Offiziell: Würzburg Residence with the Court Gardens and Residence Square |
| (weitere Bilder)                                                          | Wallfahrtskirche „Die Wies“ (Lage)                                                                     | 1983       | K   | 271  | Die Wallfahrtskirche auf der Wies in Steingaden ist ein herausragendes Zeugnis der spezifisch bayerischen Rokokoarchitektur. Erfüllte Kriterien für Weltkulturerbe: i., iii. Offiziell: Pilgrimage Church of Wies |
| Schloss Augustusburg (weitere Bilder)                                     | Schlösser Augustusburg und Falkenlust in Brühl                                                         | 1984       | K   | 288  | Die Schlösser Augustusburg (Lage) und Falkenlust (Lage) in Brühl sind bedeutende Zeugnisse des Rokokostils in Deutschland und herausragende Beispiele für große Schlossbauten des 18. Jahrhunderts. Erfüllte Kriterien für Weltkulturerbe: ii., iv. Offiziell: Castles of Augustusburg and Falkenlust at Brühl |
| Hildesheimer Dom und St. Michaelis (weitere Bilder)                       | Dom und Michaeliskirche in Hildesheim                                                                  | 1985       | K   | 187  | Der Dom St. Mariä Himmelfahrt (Lage) und die Michaeliskirche (Lage) in Hildesheim sind bedeutende Zeugnisse ottonisch-romanischer Bau- und Bildkunst Erfüllte Kriterien für Weltkulturerbe: i., ii., iii. Offiziell: St Mary’s Cathedral and St Michael’s Church at Hildesheim |
| Porta Nigra (weitere Bilder)                                              | Römische Baudenkmäler, Dom und Liebfrauenkirche in Trier (Lage)                                        | 1986       | K   | 367  | Ein herausragendes Zeugnis der römischen Epoche von Trier, speziell ein herausragendes Beispiel einer großen römischen Hauptstadt nach der Reichsteilung. Zum römischen Trier (Augusta Treverorum) gehören unter anderem die Porta Nigra, das Amphitheater, die Kaiserthermen, die Konstantinbasilika, die Barbarathermen und die Römerbrücke. Erfüllte Kriterien für Weltkulturerbe: i., iii., iv., vi. Offiziell: Roman Monuments, Cathedral of St Peter and Church of Our Lady in Trier |
| Holstentor (weitere Bilder)                                               | Hansestadt Lübeck (Lage)                                                                               | 1987       | K   | 272  | Ein herausragendes Beispiel für das kulturelle Erbe der Hanse; durch die Aufnahme verschiedener Hansestädte in die Welterbeliste wird versucht die Geschichte der Hanse in ihrer gesamten Breite zu bezeugen. Zum Welterbebereich gehören unter anderem die Jakobikirche, das Heiligen-Geist-Hospital, der Dom, das Holstentor, das Kaisertor und die Salzspeicher am linken Traveufer. Es handelt sich um das größte Flächendenkmal des deutschen Welterbes. Erfülltes Kriterium für Weltkulturerbe: iv. Offiziell: Hanseatic City of Lübeck |
| Schloss Sanssouci (weitere Bilder)                                        | Schlösser und Parks von Potsdam und Berlin (Lage)                                                      | 1990       | K   | 532  | Eine großflächige Kulturlandschaft mit weltweit herausragenden Schloss- und Parkanlagen 1990: Zunächst wurden unter anderem das Schloss und der Park Sanssouci sowie die Pfaueninsel mit ihrem Schloss in die Welterbeliste aufgenommen 1992: Erweiterung des Welterbes um das Schloss und den Park Sacrow mit der Heilandskirche 1999: Erweiterung des Welterbes unter anderem um das Schloss und den Park Lindstedt sowie die Villa Henckel mit Garten Erfüllte Kriterien für Weltkulturerbe: i., ii., iv. Offiziell: Palaces and Parks of Potsdam and Berlin Karte der Welterbestätte |
| Königshalle von Kloster Lorsch (weitere Bilder)                           | Kloster Lorsch und Altenmünster (Lage)                                                                 | 1991       | K   | 515  | Ein herausragendes architektonisches Zeugnis aus der Karolingerzeit und eines der größten Reichsklöster des Frankenreiches Erfüllte Kriterien für Weltkulturerbe: iii., iv. Offiziell: Abbey and Altenmünster of Lorsch |
| Bergwerk Rammelsberg (weitere Bilder)                                     | Bergwerk Rammelsberg, Altstadt von Goslar und Oberharzer Wasserwirtschaft (Lage)                       | 1992       | K   | 623  | Das Erzbergwerk Rammelsberg ist ein weltweit herausragendes bergbaugeschichtliches Ensemble; kein anderes Bergwerk ist kontinuierlich über 1000 Jahre in Betrieb gewesen. 1992: Zunächst wurden das Bergwerk Rammelsberg und die Altstadt von Goslar in die Welterbeliste aufgenommen 2010: Erweiterung um das Oberharzer Wasserregal einschließlich des Klosters Walkenried (die Walkenrieder Mönche legten den Ursprung für die Wasserwirtschaft) und des historischen Bergwerks Grube Samson Erfüllte Kriterien für Weltkulturerbe: i., ii., iii., iv. Offiziell: Mines of Rammelsberg, Historic Town of Goslar and Upper Harz Water Management System |
| (weitere Bilder)                                                          | Altstadt von Bamberg (Lage)                                                                            | 1993       | K   | 624  | Ein herausragendes Beispiel einer frühen mittelalterlichen Stadt in Zentraleuropa. Zum Welterbebereich gehören die drei historischen Stadtzentren Bergstadt (u. a. Dom St. Peter und St. Georg, Alte Hofhaltung und Böttingerhaus), Inselstadt (u. a. Altes Rathaus und Klein-Venedig) und Gärtnerstadt. Erfüllte Kriterien für Weltkulturerbe: ii., iv. Offiziell: Town of Bamberg |
| (weitere Bilder)                                                          | Klosteranlage Maulbronn (Lage)                                                                         | 1993       | K   | 546  | Die am besten erhaltene mittelalterliche Klosteranlage nördlich der Alpen Erfüllte Kriterien für Weltkulturerbe: ii., iv. Offiziell: Maulbronn Monastery Complex |
| (weitere Bilder)                                                          | Stiftskirche, Schloss und Altstadt von Quedlinburg (Lage)                                              | 1994       | K   | 535  | Quedlinburg ist unter anderem aufgrund der zahlreichen bis heute in hoher Qualität erhalten gebliebenen Fachwerkhäuser ein herausragendes Beispiel einer mittelalterlichen Stadt in Europa; außerdem befindet sich in der Stiftskirche ein weltberühmter Kirchenschatz. Erfülltes Kriterium für Weltkulturerbe: iv. Offiziell: Collegiate Church, Castle and Old Town of Quedlinburg |
| (weitere Bilder)                                                          | Völklinger Hütte (Lage)                                                                                | 1994       | K   | 687  | Ein weltweit bedeutendes Zeugnis der Industriegeschichte; alle Phasen der Roheisenerzeugung sind hier am authentischen Ort nachvollziehbar. Erfüllte Kriterien für Weltkulturerbe: ii., iv. Offiziell: Völklingen Ironworks |
| (weitere Bilder)                                                          | Grube Messel (Lage)                                                                                    | 1995       | N   | 720  | Die Fossilienfundstätte der Grube Messel ist eines der weltweit bedeutendsten Zeugnisse, die die Entwicklungsgeschichte der Wirbeltiere dokumentieren Erfülltes Kriterium für Weltnaturerbe: viii. Offiziell: Messel Pit Fossil Site |
| (weitere Bilder)                                                          | Kölner Dom (Lage)                                                                                      | 1996       | K   | 292  | Besonders beeindruckend ist die einmalige Harmonisierung sämtlicher Bauelemente und des Schmuckwerks im Stil der mittelalterlich-gotischen Architektur. Erfüllte Kriterien für Weltkulturerbe: i., ii., iv. Offiziell: Cologne Cathedral |
| (weitere Bilder)                                                          | Das Bauhaus und seine Stätten in Weimar, Dessau und Bernau                                             | 1996       | K   | 729  | Bedeutende Zeugnisse, die den Bauhausstil, einen der bedeutendsten Design- und Architekturstile des 20. Jahrhunderts, in den Städten Weimar (Lage), Dessau (Lage) und Bernau (Lage) repräsentieren. 1996: Zunächst wurden das Bauhaus Dessau, die Meisterhäuser und das Musterhaus „Am Horn“ in die Welterbeliste aufgenommen 2017: Erweiterung um die Bundesschule des Allgemeinen Deutschen Gewerkschaftsbundes und die Laubenganghäuser der Siedlung Dessau-Törten Erfüllte Kriterien für Weltkulturerbe: ii., iv., vi. Offiziell: Bauhaus and its Sites in Weimar, Dessau and Bernau |
| Das Lutherhaus in Wittenberg (weitere Bilder)                             | Luthergedenkstätten in Eisleben und Wittenberg                                                         | 1996       | K   | 783  | Herausragende Zeugnisse einer der bedeutendsten Epochen der (Kirchen)geschichte: die Zeit der Reformation und Gegenreformation. Zum Welterbe gehören: Martin Luthers Geburtshaus und Martin Luthers Sterbehaus in Eisleben (Lage) sowie das Lutherhaus, das Melanchthonhaus, die Schlosskirche und die Stadtkirche in Wittenberg (Lage). Erfüllte Kriterien für Weltkulturerbe: iv., vi. Offiziell: Luther Memorials in Eisleben and Wittenberg |
| Das Schillerhaus in Weimar (weitere Bilder)                               | Klassisches Weimar (Lage)                                                                              | 1998       | K   | 846  | Zahlreiche Gebäude und Parks – die bedeutendsten Stätten der deutschen Literatur – zeugen bis heute von der Epoche der Weimarer Klassik. Im späten 18. und frühen 19. Jhd. war Weimar das kulturelle Zentrum Europas. Zum Welterbe gehören unter anderem herausragende Schiller-, Goethe- und Herdergedenkstätten sowie die Anna-Amalia-Bibliothek. Erfüllte Kriterien für Weltkulturerbe: iii., vi. Offiziell: Classical Weimar |
| (weitere Bilder)                                                          | Museumsinsel Berlin (Lage)                                                                             | 1999       | K   | 896  | Ein einzigartiges Ensemble in der europäischen Kulturlandschaft, welches auf herausragende Weise die Entwicklungsgeschichte der modernen Museumsarchitektur zeigt. Zum Welterbe bzw. zur Museumsinsel gehören: das Pergamonmuseum, das Alte Museum, die Alte Nationalgalerie, das Bode-Museum und das Neue Museum. Erfüllte Kriterien für Weltkulturerbe: ii., iv. Offiziell: Museumsinsel (Museum Island), Berlin Karte der Welterbestätte |
| (weitere Bilder)                                                          | Wartburg (Lage)                                                                                        | 1999       | K   | 897  | Eine der historisch interessantesten Burgen in Deutschland; sie steht in Verbindung mit zahlreichen bedeutenden Persönlichkeiten (u. a. Martin Luther und die Heilige Elisabeth) und Ereignissen (u. a. Übersetzung des Neuen Testaments ins Deutsche). Erfüllte Kriterien für Weltkulturerbe: iii., vi. Offiziell: Wartburg Castle |
| Schloss Mosigkau (weitere Bilder)                                         | Gartenreich Dessau-Wörlitz (Lage)                                                                      | 2000       | K   | 534  | Ein herausragendes Beispiel der Landschaftsgestaltung im Geiste der Aufklärung. Zum Welterbe bzw. zum Gartenreich gehören folgende Schlösser und Parks: Luisium, Georgium, Mosigkau, Großkühnau, Sieglitzer Berg, Oranienbaum und Wörlitz. Erfüllte Kriterien für Weltkulturerbe: ii., iv. Offiziell: Garden Kingdom of Dessau-Wörlitz |
| (weitere Bilder)                                                          | Klosterinsel Reichenau (Lage)                                                                          | 2000       | K   | 974  | Die Insel im Bodensee ist ein bedeutendes Zeugnis der religiösen und kulturellen Rolle eines großen Benediktinerklosters im Mittelalter. Auf der Insel befinden sich unter anderem folgende bedeutende Gotteshäuser: das Münster St. Maria und Markus, die Kirche St. Peter und Paul und die Georgskirche. Erfüllte Kriterien für Weltkulturerbe: iii., iv., vi. Offiziell: Monastic Island of Reichenau |
| (weitere Bilder)                                                          | Industriekomplex Zeche Zollverein in Essen (Lage)                                                      | 2001       | K   | 975  | Ein bedeutendes Zeugnis der Entwicklung der Schwerindustrie in Europa. Zum Welterbebereich in Essen gehören die Schachtanlagen 12 und 1/2/8 der Zeche sowie die Kokerei Zollverein. Erfüllte Kriterien für Weltkulturerbe: ii., iii. Offiziell: Zollverein Coal Mine Industrial Complex in Essen |
| (weitere Bilder)                                                          | Oberes Mittelrheintal (Lage)                                                                           | 2002       | K   | 1066 | Die Einzigartigkeit dieser Kulturlandschaft zwischen Bingen/Rüdesheim und Koblenz ist der außergewöhnliche Reichtum an kulturellen Zeugnissen. Sie bildet den Inbegriff der Rheinromantik. Zum Welterbebereich gehören unter anderem: die Loreley, die Festung Ehrenbreitstein und die Marksburg. Erfüllte Kriterien für Weltkulturerbe: ii., iv., v. Offiziell: Upper Middle Rhine Valley |
| (weitere Bilder)                                                          | Altstädte von Stralsund und Wismar                                                                     | 2002       | K   | 1067 | Ein herausragendes Beispiel für das kulturelle Erbe der Hanse. Zum Welterbebereich gehören unter anderem der Alte Markt und die Marienkirche in Stralsund (Lage) sowie der Marktplatz und die Nikolaikirche in Wismar (Lage). Erfüllte Kriterien für Weltkulturerbe: ii., iv. Offiziell: Historic Centres of Stralsund and Wismar |
| (weitere Bilder)                                                          | Rathaus und Roland in Bremen (Lage)                                                                    | 2004       | K   | 1087 | Das Rathaus und der Roland auf dem Marktplatz von Bremen sind bedeutende Repräsentationen der zivilen Autonomie und Souveränität während des Heiligen Römischen Reiches. Erfüllte Kriterien für Weltkulturerbe: iii, iv, vi Offiziell: Town Hall and Roland on the Marketplace of Bremen |
| (weitere Bilder)                                                          | Muskauer Park (Park Mużakowski) (Lage)                                                                 | 2004       | K   | 1127 | Ein herausragendes Beispiel europäischer Gartenbaukunst sowie der größte Landschaftspark Zentraleuropas im englischen Stil. Sowohl der deutsche als auch der polnische Teil des Parks gehören zum Kulturerbe. In der historischen Oberlausitz bedeckt der Park 3,5 km² in Polen und 2,1 km² in Deutschland. Erfüllte Kriterien für Weltkulturerbe: i., iv. Offiziell: Muskauer Park / Park Mużakowski |
| (weitere Bilder)                                                          | Grenzen des Römischen Reiches (hier: Obergermanisch-Raetischer Limes) (Lage)                           | 2005       | K   | 430  | Der Limes war die Grenzanlage des Römischen Reiches. Er bestand aus mehreren Abschnitten, die fast alle getrennt voneinander zum Weltkulturerbe erklärt wurden. 1987: Zunächst wurden die Reste des Hadrianswalls in Großbritannien in die Welterbeliste aufgenommen 2005: Erweiterung des Welterbes um den Obergermanisch-Raetischen Limes 2008: Erweiterung des Welterbes um den Antoninuswall in Schottland Erfüllte Kriterien für Weltkulturerbe: ii., iii., iv. Offiziell: Frontiers of the Roman Empire |
| (weitere Bilder)                                                          | Altstadt von Regensburg mit Stadtamhof (Lage)                                                          | 2006       | K   | 1155 | Die Altstadt von Regensburg bezeugt die Geschichte der Stadt als europäisches Handelszentrum im Mittelalter, politischen Kern des Heiligen Römischen Reiches und kulturellen sowie religiösen Mittelpunkt über Jahrhunderte. Regensburg bildet heute die größte mittelalterliche Stadtanlage nördlich der Alpen. Die 1924 eingemeindete Gemeinde Stadtamhof ist durch die Steinerne Brücke über die Donau direkt mit der Regensburger Altstadt verbunden. Erfüllte Kriterien für Weltkulturerbe: ii., iii., iv. Offiziell:Old town of Regensburg with Stadtamhof |
| Großsiedlung Siemensstadt (weitere Bilder)                                | Siedlungen der Berliner Moderne (Lage)                                                                 | 2008       | K   | 1239 | Die Siedlungen waren stilbildend für den Sozialen Wohnungsbau nach dem Ersten Weltkrieg und wurden mit ihren klaren und neuen Formen sowie dem sozialen Anspruch allgemein bestimmend für die Architektur und den Städtebau des 20. Jahrhunderts. Zum Welterbe gehören sechs Reformsiedlungen, die zu Beginn des 20. Jahrhunderts in Berlin errichtet wurden. Dies sind: die Gartenstadt Falkenberg, die Siedlung Schillerpark, die Hufeisensiedlung, die Wohnstadt Carl Legien, die Weiße Stadt und die Großsiedlung Siemensstadt. Erfüllte Kriterien für Weltkulturerbe: ii., iv. Offiziell: Berlin Modernism Housing Estates Karte der Welterbestätte |
| (weitere Bilder)                                                          | Wattenmeer (Lage)                                                                                      | 2009, 2011 | N   | 1314 | Das weltweit größte Wattenmeer sowie ein weltweit bedeutender Lebensraum für zahlreiche Tier- und Pflanzenarten bildet eine grenzüberschreitende Naturerbestätte. 2009: Zunächst wurden das niederländische Wattenmeer-Schutzgebiet und die Wattenmeer-Nationalparks in Niedersachsen und Schleswig-Holstein in die Welterbeliste aufgenommen. 2011: Erweiterung des Welterbes um den Nationalpark Hamburgisches Wattenmeer 2014: Erweiterung des Welterbes um den dänischen Nationalpark Wattenmeer Erfüllte Kriterien für Weltnaturerbe: viii., ix., x. Offiziell: Wadden Sea |
| Grumsiner Forst (weitere Bilder)                                          | Alte Buchenwälder und Buchenurwälder der Karpaten und anderer Regionen Europas                         | 2011       | N   | 1133 | Die weltweit bedeutendsten Zeugnisse naturnaher Tiefland-Buchenwälder und herausragende Mittelgebirgsbuchenwälder sind Teil einer transnationalen Naturerbestätte. 2007: Zunächst wurden Buchenwälder in der Slowakei und in der Ukraine aufgenommen 2011: Erweiterung des Welterbes um Gebiete in Deutschland, das heißt um die alten Buchenwälder im Nationalpark Jasmund (Lage), im Serrahner Teil des Müritz-Nationalparks (Lage), im Grumsin im UNESCO-Biosphärenreservat Schorfheide-Chorin (Lage), im Nationalpark Hainich (Lage) und im Nationalpark Kellerwald-Edersee (Lage). 2017: Erweiterung des Welterbes um weitere Buchenwaldgebiete in neun neuen Ländern sowie der Ukraine 2021: Erweiterung um Buchenwaldgebiete in zehn Ländern Erfülltes Kriterium für Weltnaturerbe: ix. Offiziell: Ancient and Primeval Beech Forests of the Carpathians and Other Regions of Europe |
| (weitere Bilder)                                                          | Fagus-Werk in Alfeld (Lage)                                                                            | 2011       | K   | 1368 | Der 1911 von Walter Gropius und Adolf Meyer in Alfeld errichtete Fabrikbau gilt als Ursprungswerk der modernen Industriearchitektur. Erfüllte Kriterien für Weltkulturerbe: ii., iv. Offiziell: Fagus Factory in Alfeld |
| Pfahlbaumuseum Unteruhldingen (weitere Bilder)                            | Prähistorische Pfahlbauten um die Alpen (Lage)                                                         | 2011       | K   | 1363 | Die Pfahlbauten sowie die dort gemachten Funde sind herausragende Zeugnisse zur Geschichte und des Lebens der Siedlergemeinschaften in der Jungsteinzeit sowie den Metallzeiten. In Deutschland gehören 18 Stätten mit Pfahlbauten in Baden-Württemberg und Bayern zur Welterbestätte. Außerdem gehören zum Welterbe auch noch Pfahlbaufundstellen (insgesamt 111) in folgenden weiteren Alpenländern: Schweiz, Frankreich, Italien, Österreich und Slowenien. Erfüllte Kriterien für Weltkulturerbe: iv., v. Offiziell: Prehistoric Pile dwellings around the Alps |
| (weitere Bilder)                                                          | Markgräfliches Opernhaus Bayreuth (Lage)                                                               | 2012       | K   | 1379 | Ein Juwel unter den Theaterbauten des 18. Jahrhunderts in Europa; es ist das einzige noch erhaltene Beispiel, in dem die Kultur und Akustik einer barocken Hofoper authentisch erlebbar sind. Erfüllte Kriterien für Weltkulturerbe: i., iv. Offiziell: Margravial Opera House Bayreuth |
| Oktogon mit Herkulesstatue (weitere Bilder)                               | Bergpark Wilhelmshöhe (Lage)                                                                           | 2013       | K   | 1413 | Ein 300 Jahre altes herausragendes Beispiel europäischer Gartenkunst; weltweit gibt es nirgendwo anders einen Park mit Wasserspielen in vergleichbarer Größe; teilweise sind hier bis zu 300 Jahre alte Wasserleitungen noch in Gebrauch. Zum Welterbebereich bzw. dem Bergpark gehören unter anderem: die Wasserspiele, das Oktogon mit der Herkulesstatue, die Löwenburg und das Schloss Wilhelmshöhe. Erfüllte Kriterien für Weltkulturerbe: iii., iv. Offiziell: Bergpark Wilhelmshöhe |
| (weitere Bilder)                                                          | Karolingisches Westwerk und Civitas Corvey (Lage)                                                      | 2014       | K   | 1447 | Eines der bedeutendsten karolingischen Klöster der Welt (Es besitzt das weltweit älteste und einzige fast vollständig erhaltene Westwerk aus der Karolingerzeit.); es ist im Jahre 822 entstanden und bildet eine herausragende Verbindung der karolingischen Architektur mit antiken Vorbildern. Erfüllte Kriterien für Weltkulturerbe: ii., iii., iv. Offiziell: Carolingian Westwork and Civitas Corvey |
| Hamburger Speicherstadt (weitere Bilder)                                  | Speicherstadt und Kontorhausviertel mit Chilehaus (Lage)                                               | 2015       | K   | 1467 | Bedeutende Zeugnisse der Geschichte des (See)handels in Hamburg: - Die Hamburger Speicherstadt ist das größte zusammenhängende, einheitlich geprägte Speicherensemble der Welt. - Das Kontorhausviertel mit dem Chilehaus war das erste reine Büroviertel auf dem europäischen Kontinent. Erfülltes Kriterium für Weltkulturerbe: iv. Offiziell: Speicherstadt and Kontorhaus District with Chilehaus |
| Museum rechts, Haus Citrohan links (weitere Bilder)                       | Das architektonische Werk von Le Corbusier – ein herausragender Beitrag zur „Modernen Bewegung“ (Lage) | 2016       | K   | 1321 | Transnationale Welterbestätten mit Werken des Architekten Le Corbusier als bedeutende Zeugnisse der Architektur der Moderne. In Deutschland gehören zum Welterbe zwei Häuser der Weißenhofsiedlung in Stuttgart: das Weissenhofmuseum und das benachbarte Haus Citrohan. Außerdem gehören zum Welterbe „Das architektonische Werk Le Corbusiers“ noch Bauten in Belgien, Frankreich, Indien, Japan und der Schweiz. Erfüllte Kriterien für Weltkulturerbe: i., ii., vi. Offiziell: The Architectural Work of Le Corbusier, an Outstanding Contribution to the Modern Movement |
| Tierfigur aus der Vogelherdhöhle (weitere Bilder)                         | Höhlen und Eiszeitkunst im Schwäbischen Jura (Lage)                                                    | 2017       | K   | 1527 | Die Höhlen, die sie umgebende Landschaft und insbesondere die einzigartigen dort gemachten Funde von Mensch- und Tierfiguren und Musikinstrumenten aus Elfenbein sind einzigartige Zeugnisse einer vorgeschichtlichen (mobilen) Jäger- und Sammlergesellschaft. Das Welterbe umfasst insgesamt sechs Höhlen in der Schwäbischen Alb bei Ulm, drei im Achtal (Hohler Fels, Sirgensteinhöhle und Geißenklösterle) und drei im Lonetal (Vogelherdhöhle, Bocksteinhöhle und Hohlenstein-Stadel). Erfülltes Kriterium für Weltkulturerbe: iii. Offiziell: Caves and Ice Age Art in the Swabian Jura |
| Rekonstruierte Häuser in Haithabu (weitere Bilder)                        | Archäologischer Grenzkomplex Haithabu und Danewerk (Lage)                                              | 2018       | K   | 1553 | Haithabu war eine bedeutende Siedlung dänischer Wikinger bzw. schwedischer Waräger. Der Ort gilt als frühe mittelalterliche Stadt in Nordeuropa und war ein wichtiger Handelsort und Hauptumschlagsplatz für den Fernhandel zwischen Skandinavien, Westeuropa, dem Nordseeraum und dem Baltikum. Das Danewerk ist eine räumlich und zeitlich komplexe, lineare Befestigung des frühen und hohen Mittelalters im nördlichen Schleswig-Holstein. Es besteht aus Erdwällen mit Wehrgräben, einer Ziegelsteinmauer, zwei mittelalterlichen Wallburgen sowie einem Seesperrwerk. Erfüllte Kriterien für Weltkulturerbe: iii., iv. Offiziell: Archaeological Border complex of Hedeby and the Danevirke |
| (weitere Bilder)                                                          | Naumburger Dom (Lage)                                                                                  | 2018       | K   | 1470 | Einer der bedeutendsten Kathedralbauten aus der Zeit des europäischen Hochmittelalters. Von herausragender Bedeutung sind seine überlebensgroßen Stifterfiguren des Naumburger Meisters, vor allem die Figur der Uta von Naumburg. Erfüllte Kriterien für Weltkulturerbe: i., ii. Offiziell: Naumburg Cathedral |
| Montanregion Erzgebirge / Krušnohoří                                      | Montanregion Erzgebirge / Krušnohoří (Lage)                                                            | 2019       | K   | 1478 | Herausragendes Beispiel einer Bergbauregion in Europa, weitgehend original erhalten sind zahlreiche technische Denkmäler sowie weitere mit dem Montanwesen in Verbindung stehende Gebäude. Zum Welterbe gehören in Sachsen die Montan- und Bergbaulandschaften Freiberg, Annaberg-Frohnau, Pöhlberg, Buchholz, Eibenstock, Roter Berg, Uranerzbergbau, Hoher Forst, Lauta, Ehrenfriedersdorf, Schneeberg und Altenberg-Zinnwald sowie das Blaufarbenwerk Schindlers Werk, der Verwaltungssitz Lauenstein, der Saigerhüttenkomplex Grünthal, die historische Altstadt Marienberg und die hochmittelalterlichen Silberbergwerke Dippoldiswalde und in Tschechien die Bergbaustädte und -gebiete Jachymov, Roter Turm des Todes, Abertamy-Bozi Dar-Horní Blatná, Kupferberg und Krupka. Die Welterbestätte ist eine grenzüberschreitende, da sie auch Teile in der tschechischen Republik umfasst. Deshalb ist sie unter dem Doppelnamen Erzgebirge/Krušnohoří in der Liste vermerkt. Erfüllte Kriterien für Weltkulturerbe: ii., iii., iv. Offiziell: Erzgebirge/Krušnohoří Mining Region |
| Wassertürme am Roten Tor                                                  | Augsburger Wassermanagement-System (Lage)                                                              | 2019       | K   | 1580 | Ein herausragendes Zeugnis der Geschichte der Wasserwirtschaft. Das Welterbe umfasst das Bach- und Kanalsystem Augsburgs sowie 21 weitere historische Objekte aus dem Bereich des Wasserbaus und der Wasserversorgung in Augsburg, unter anderem die beiden ältesten bestehenden Wasserwerke sowie die drei ältesten bestehenden Wassertürme Deutschlands und wohl auch Mitteleuropas. Erfüllte Kriterien für Weltkulturerbe: ii., iv. Offiziell: Water Management System of Augsburg |
| Grenzen des Römischen Reichs – Donaulimes (westliches Segment)            | Grenzen des Römischen Reichs – Donaulimes (westliches Segment) (Lage)                                  | 2021       | K   | 1608 | Der Donaulimes ist die Grenzanlage des untergegangenen Römischen Reiches ab dem Zusammentreffen des Obergermanisch-Raetischen Limes mit der Donau bis zum Schwarzen Meer. Die Welterbestätte umfasst derzeit archäologische Objekte in Deutschland, Österreich und der Slowakei, nachdem sich Ungarn wiederholt aus dem Vorschlag zurückgezogen hat. In Deutschland umfasst er unter anderem Stätten in Bad Gögging, Eining-Unterfeld, Regensburg, Pfatter-Gmünd, Straubing, Künzing und Passau. Entgegen früherer Gepflogenheiten, sämtliche Grenzanlagen des Römischen Reiches unter derselben Welterbenummer zu listen und damit immer wieder zu erweitern, wie zuletzt 2008 mit Antoninuswall bei Grenzen des Römischen Reiches geschehen, wurde der Donaulimes, genauso wie der Niedergermanische Limes, separat gelistet. Erfüllte Kriterien für Weltkulturerbe: ii., iii., iv. Offiziell: Frontiers of the Roman Empire – The Danube Limes (Western Segment) |
| Bedeutende Kurstädte Europas                                              | Bedeutende Kurstädte Europas                                                                           | 2021       | K   | 1613 | Städte bzw. Heilbäder, die allgemein wichtige Aspekte der Medizingeschichte und speziell alle wichtigen Aspekte der Geschichte der Kurmedizin bezeugen (sollen). Das Welterbe umfasst 11 Kurstädte: Spa in Belgien, Baden-Baden (Lage), Bad Kissingen (Lage) und Bad Ems (Lage) in Deutschland, Vichy in Frankreich, Montecatini Terme in Italien, Baden in Österreich, Franzensbad, Karlsbad und Marienbad in Tschechien und Bath im Vereinigten Königreich. Erfüllte Kriterien für Weltkulturerbe: ii., iii. Offiziell: The Great Spa Towns of Europe |
| (weitere Bilder)                                                          | Mathildenhöhe Darmstadt (Lage)                                                                         | 2021       | K   | 1614 | Ein bedeutendes künstlerisches und architektonisches Zeugnis der Wende vom Jugendstil zur Moderne. Das Welterbe umfasst die Wirkungsstätte der Darmstädter Künstlerkolonie auf der Mathildenhöhe mit deren Ausstellungsgebäuden samt dem Hochzeitsturm, dem Platanenhain mit seinen Gartenpavillons und dem Skulpturengarten sowie mehrere Meisterhäuser aus der Zeit von 1899 bis 1914. Das Welterbe gehört zur bisher unterrepräsentierten Kategorie der Stätten der Moderne. Erfüllte Kriterien für Weltkulturerbe: ii., iv. Offiziell: Mathildenhöhe Darmstadt |
| Grenzen des Römischen Reiches – Niedergermanischer Limes                  | Grenzen des Römischen Reiches – Niedergermanischer Limes (Lage)                                        | 2021       | K   | 1631 | Die 400 km lange ehemalige Grenze des Römischen Reiches zwischen der römischen Provinz Niedergermanien und dem sog. freien Germanien bildete der Rhein, der durch Grenzanlagen zum Niedergermanischen Limes ausgebaut wurde. Er reichte von der Nordsee bis Remagen, wo der Limes in den Obergermanisch-Raetischen Limes überging. Die Welterbestätte umfasst Objekte aus Deutschland und den Niederlanden. Auf deutscher Seite gehören 27 Areale entlang des Rheins zwischen Remagen und Bedburg-Hau dazu. Entgegen früherer Gepflogenheiten, sämtliche Grenzanlagen des Römischen Reiches unter derselben Welterbenummer zu listen und damit immer wieder zu erweitern, wie zuletzt 2008 mit Antoninuswall bei Grenzen des Römischen Reiches geschehen, wurde der Niedergermanische Limes, genauso wie der Donaulimes separat gelistet. Erfüllte Kriterien für Weltkulturerbe: ii., iii., iv. Offiziell: Frontiers of the Roman Empire – The Lower German Limes |
| SchUM-Stätten von Speyer, Worms und Mainz                                 | SchUM-Stätten von Speyer, Worms und Mainz                                                              | 2021       | K   | 1636 | Die jüdischen Gemeinden der drei im Mittelalter bedeutenden und miteinander kooperierenden Städte Speyer, Worms und Mainz gelten als Geburtsstätte der aschkenasischen religiösen Kultur. Die dort entstandenen Minhagim (Bräuche) und Takkanot (Vorschriften) wirken im orthodoxen Judentum bis heute. Zum Kern des Bewerbungsantrags gehören der Judenhof in Speyer (Lage), der Synagogengarten und der Friedhof Heiliger Sand in Worms (Lage) und der Friedhof Judensand in Mainz (Lage). Der Vorschlag gehört zur bisher unterrepräsentierten Kategorie der jüdischen Stätten. Erfüllte Kriterien für Weltkulturerbe: ii., iii., vi. Offiziell: ShUM Sites of Speyer, Worms and Mainz |
| Die Alte Synagoge in Erfurt (weitere Bilder)                              | Jüdisch-Mittelalterliches Erbe in Erfurt (Lage)                                                        | 2023       | K   | 1656 | Eine der am besten erhaltenen Synagogen Mitteleuropas sowie allgemein herausragende Zeugnisse mittelalterlicher jüdischer Sakral- und Profanbauten Das Welterbe umfasst neben der Alten Synagoge auch noch eine Mikwe und das sog. Steinerne Haus. Die Stätten aus dem 11.–13. Jahrhundert liegen alle inmitten der Erfurter Altstadt. Die Welterbestätte gehört zur bisher unterrepräsentierten Kategorie der jüdischen Stätten. Erfülltes Kriterium für Weltkulturerbe: iv. Offiziell: Jewish-Medieval Heritage of Erfurt |
| Siedlungen der Herrnhuter Brüdergemeine                                   | Siedlungen der Herrnhuter Brüdergemeine                                                                | 2024       | K   | 1468 | Die 2015 in das Weltkulturerbe aufgenommenen Siedlung Christiansfeld in Dänemark wurde 2024 um die Gemeinde Herrnhut in Sachsen, den Ursprung der Herrnhuter Brüdergemeine (englisch: Moravian Church), gemeinsam mit Gracehill in Nordirland und Bethlehem in Pennsylvania erweitert. Erfüllte Kriterien für Weltkulturerbe: iii., iv. Offiziell: Moravian Church Settlements |
| Residenzensemble Schwerin – Kulturlandschaft des romantischen Historismus | Residenzensemble Schwerin – Kulturlandschaft des romantischen Historismus                              | 2024       | K   | 1705 | Das Schweriner Schlossensemble kann eine außergewöhnlich lange, epochenübergreifende Tradition als historischer, politischer und architektonischer Zentralort (Fürsten- und Parlamentssitz) vom 10. Jahrhundert bis in die Gegenwart vorweisen. Zum Kern des Bewerbungsantrags gehört Schwerins historischer und teilweise auch gegenwärtiger Herrschaftsmittelpunkt bestehend aus Schloss, Theater, Museum, Schlosskirche, Marstall, Wäscherei und den Gärten Erfülltes Kriterium für Weltkulturerbe: iv. Offiziell: Schwerin Residence Ensemble |
| Schloss Neuschwanstein                                                    | Die Schlösser König Ludwigs II. von Bayern: Neuschwanstein, Linderhof, Schachen und Herrenchiemsee     | 2025       | K   | 1726 | Die Schlösser Neuschwanstein, Linderhof und Herrenchiemsee des Bayerischen Königs Ludwig II. „verkörpern in weltweit einzigartiger Zuspitzung eine spätromantisch-historistische Architekturkonzeption, die auf vielfältige Weise die Kulturepoche des späten 19. Jahrhunderts repräsentiert.“. Darüber hinaus ist das Königshaus am Schachen Teil des Welterbes. Erfülltes Kriterium für Weltkulturerbe: iv. Offiziell: The Palaces of King Ludwig II of Bavaria: Neuschwanstein, Linderhof, Schachen and Herrenchiemsee |

### Als Welterbe gestrichene Stätten
| Bild                             | Bezeichnung                             | Jahr      | Typ | Ref. | Beschreibung |
| -------------------------------- | --------------------------------------- | --------- | --- | ---- | --- |
| Dresdner Elbtal (weitere Bilder) | Kulturlandschaft Dresdner Elbtal (Lage) | 2004–2009 | K   | 1156 | Kulturlandschaft mit zahlreichen bedeutenden Barockgebäuden (Dresdner Barock). Zum Welterbe gehörten 20 km entlang der Elbe zwischen Dresden-Söbrigen und Dresden-Übigau. Diese umfasste u. a.: das Blaue Wunder (Loschwitzer Brücke), die Elbschlösser und die Dresdner Altstadt. Die UNESCO strich dieses Gebiet am 25. Juni 2009 von der Liste des Welterbes, da der Bau der Waldschlößchenbrücke durch das Elbtal nicht eingestellt worden war. |

## Tentativliste
In der Tentativliste (Vorschlagsliste) sind die Stätten eingetragen, die für eine Nominierung zur Aufnahme in die Welterbeliste vorgesehen sind.

### Aktuelle Welterbekandidaten
Mit Stand Juli 2025 sind 11 Stätten in der Tentativliste von Deutschland eingetragen. Die letzte Eintragung erfolgte im April 2024.
Im Dezember 2023 entschied die Kultusministerkonferenz, von 21 vorgeschlagenen neuen Stätten sieben auf die Tentativliste zu setzen. Darunter befindet sich eine Erweiterung. Die neuen Stätten sind: Waldsiedlung Zehlendorf (Erweiterung der Welterbestätte Siedlungen der Berliner Moderne), Fundstätte der Schöninger Speere, Pretziener Wehr, Europäische Großbogenbrücken des 19. Jahrhunderts (in Kooperation mit Frankreich, Italien und Portugal), Keltische Machtzentren der älteren Eisenzeit nordwestlich der Alpen (in Kooperation mit Frankreich), Fernsehturm Stuttgart und Olympiapark München. Die neue Tentativliste ist seit dem 1. Februar 2024 gültig.
Die folgende Tabelle listet die aktuellen Stätten in chronologischer Reihenfolge nach dem Jahr ihrer Aufnahme in die Tentativliste.
| Bild                                                                                       | Bezeichnung                                                                                | Jahr | Typ | Ref.       | Beschreibung |
| ------------------------------------------------------------------------------------------ | ------------------------------------------------------------------------------------------ | ---- | --- | ---------- | --- |
| (weitere Bilder)                                                                           | Die Franckeschen Stiftungen zu Halle: Waisenhaus und Bildungsarchitektur                   | 1999 | K   | 1368       | Zu den Gebäuden der Franckeschen Stiftungen in Halle (Saale) zählen einige der bedeutendsten Bauwerke aus der Zeit des Pietismus und der frühen Aufklärung in Deutschland. Die Stiftung wurde 1698 durch den Theologen und Pädagogen August Hermann Francke gegründet. Die Gebäude beherbergen bis heute zahlreiche kulturelle, wissenschaftliche, pädagogische und soziale Einrichtungen. Es handelt sich um etwa 50 Gebäude. Der Antrag auf Erlangung des Welterbetitels wurde am 7. Januar 2016 zurückgezogen. Die Stätte ist für 2028 erneut nominiert.                                                                                 |
| (weitere Bilder)                                                                           | Jüdischer Friedhof Altona (Lage)                                                           | 2015 | K   | 5973       | Der Friedhof befindet sich in der Königstraße in Hamburg-Altona. Auf Grund seiner Größe, seines Alters und der großen Zahl an erhaltenen Grabsteinen einer der weltweit bedeutendsten jüdischen Friedhöfe. Der Vorschlag gehört zur bisher unterrepräsentierten Kategorie der jüdischen Stätten. Empfehlung des Fachbeirates zur Fortschreibung der deutschen Tentativliste für das UNESCO-Welterbe: Unterstützung einer seriellen Bewerbung. Diese kam nicht zustande. Im Januar 2018 wurde die Nominierung zurückgezogen. Stattdessen wird eine spätere transnationale Bewerbung mehrerer Städte mit sephardischen Friedhöfen angestrebt. |
| Murnauer Moos                                                                              | Alpine und voralpine Wiesen- und Moorlandschaften                                          | 2015 | K   | 5974       | Dieser Vorschlag umfasst verschiedene historische Kulturlandschaften im Werdenfelser Land, Ammergau, Staffelseegebiet und Murnauer Moos, Landkreis Garmisch-Partenkirchen, in denen sich bis heute eine für das Alpengebiet traditionelle Landwirtschaftsform erhalten hat. Der Vorschlag gehört zur bisher unterrepräsentierten Kategorie der Kulturlandschaften. Empfehlung des Fachbeirates zur Fortschreibung der deutschen Tentativliste für das UNESCO-Welterbe: Ein griffigerer Titel, exaktere Festlegung des Nominierungsgebiets und eine Einholung der Zustimmung aller beteiligten Landwirte                                     |
| Schlosskapelle Torgau                                                                      | Schlosskapelle Torgau                                                                      | 2024 | K   | 6723       | Ursprünglich war eine große Erweiterung der Welterbestätte Luthergedenkstätten in Eisleben und Wittenberg um zahlreiche weitere Stätten geplant. 2023 wurde beschlossen, stattdessen die Schlosskapelle in Torgau (zuvor war das gesamte Schloss Hartenfels nominiert) als einzelne Nominierung vorzuschlagen. |
| Grünes Band                                                                                | Grünes Band                                                                                | 2024 | N   | 6724       | Die Einschreibung des Grünstreifens entlang der ehemaligen innerdeutschen Grenze wurde 2022 von der Umweltministerkonferenz (UMK) beschlossen und 2023 von der Kultusministerkonferenz (KMK) abschließend bestätigt. Beteiligt sind die Bundesländer Thüringen, Bayern, Brandenburg, Hessen, Mecklenburg-Vorpommern, Niedersachsen, Schleswig-Holstein, Sachsen und Sachsen-Anhalt. Eine Umwandlung zur gemischten Stätte wird geprüft. |
| Olympiapark München                                                                        | Olympiapark München                                                                        | 2024 | K   | 6725       | |
| Pretziener Wehr                                                                            | Pretziener Wehr                                                                            | 2024 | K   | 6726       | |
| Fundstätte der Schöninger Speere – Mensch und Jagd vor 300.000 Jahren                      | Fundstätte der Schöninger Speere – Mensch und Jagd vor 300.000 Jahren                      | 2024 | K   | 6727       | |
| Der Fernsehturm Stuttgart. Archetyp und Symbol moderner Massenkommunikation                | Der Fernsehturm Stuttgart. Archetyp und Symbol moderner Massenkommunikation                | 2024 | K   | 6728       | |
| Waldsiedlung Zehlendorf – Erweiterung der Welterbestätte „Siedlungen der Berliner Moderne“ | Waldsiedlung Zehlendorf – Erweiterung der Welterbestätte „Siedlungen der Berliner Moderne“ | 2024 | K   | 6729       | Es handelt sich um eine geplante Erweiterung der Welterbestätte Siedlungen der Berliner Moderne. Die Stätte ist für 2026 nominiert. |
| Papiermühle Homburg                                                                        | Europäische Papiermühlen (aus der Ära des handgeschöpften Papiers)                         | 2024 | K   | 6767       | Transnationaler Antrag mit Polen, Tschechien, Spanien und Italien. In Deutschland sind die Papiermühle Homburg und die Papiermühle Niederzwönitz Teil des Vorschlags. |
| Müngstener Brücke                                                                          | Europäische Großbogenbrücken des 19. Jahrhunderts                                          | 20xx | K   | ausstehend | Transnationaler Antrag unter deutscher Federführung in Abstimmung mit Frankreich, Italien und Portugal. Nominiert sind fünf Brücken, darunter in Deutschland die Müngstener Brücke. Weiterhin gehören der Ponte San Michele in Italien, der Garabit-Viadukt in Frankreich sowie der Ponte Maria Pia und der Ponte Dom Luís I in Portugal dazu. |
| Heuneburg                                                                                  | Keltische Machtzentren der älteren Eisenzeit nordwestlich der Alpen                        | 20xx | K   | ausstehend | Transnationaler Antrag unter deutscher Federführung in Abstimmung mit Frankreich. Beinhaltet sind die Heuneburg in Baden-Württemberg, der Glauberg in Hessen sowie der Mont Lassois in Frankreich. |

### Ehemalige Welterbekandidaten
Diese Stätten standen früher auf der Tentativliste, wurden jedoch wieder zurückgezogen oder von der UNESCO abgelehnt. Stätten, die in anderen Einträgen auf der Tentativliste enthalten oder Bestandteile von Welterbestätten sind, werden hier nicht berücksichtigt.
Deutschland hatte ursprünglich sehr viele einzelne Kultur- und Naturdenkmäler auf die Tentativliste gesetzt, zum Beispiel einzelne Kirchen, Klöster, Schlösser usw., ohne auf ihre universale Bedeutung zu achten. Auf seiner 17. Sitzung beschloss das Welterbekomitee im Dezember 1993, ab 1994 jährlich zu bewerten, welche Tentativlisten den Operational Guidelines entsprechen. Schon 1993 strich Deutschland einige Stätten von der Tentativliste. Bei der Bewertung von 1994 wurde auch die überarbeitete Tentativliste Deutschlands als nicht den Anforderungen entsprechend eingestuft. In der Folge wurden bei der Überarbeitung der Liste 1996 zahlreiche Stätten gestrichen und nur noch elf besonders bedeutende Denkmäler auf der Liste belassen, die bis auf eine in den folgenden Jahren in das Welterbe aufgenommen wurden.
| Bild                                                                          | Bezeichnung                                                                                     | Jahr           | Typ | Ref. | Beschreibung |
| ----------------------------------------------------------------------------- | ----------------------------------------------------------------------------------------------- | -------------- | --- | ---- | --- |
| (weitere Bilder)                                                              | Elisabethkirche in Marburg (Lage)                                                               | 1980–1996      | K   |      | Mit dem Bau der Elisabethkirche in Marburg wurde im Jahr der Heiligsprechung Elisabeths (1235) begonnen und sie wurde 1283 geweiht |
| Bauernhof in Grönloh                                                          | Artland – Landschaft mit Bauernhöfen (Lage)                                                     | 1984–1993      | K   |      | Die Landschaft Artland erstreckt sich über die Samtgemeinde Artland und die Gemeinde Gehrde im Landkreis Osnabrück. Zum Welterbe erhöht werden sollte eine große Zahl prächtiger Fachwerkbauernhöfe, auch „Kulturschatz Artland“ genannt. |
| (weitere Bilder)                                                              | Maximilianstraße in Augsburg (Lage)                                                             | 1984–1993      | K   |      | Prachtstraße in Augsburg mit Dom, Rathaus und der Basilika St. Ulrich und Afra |
| (weitere Bilder)                                                              | Bayreuther Festspielhaus (Lage)                                                                 | 1984–1993      | K   |      | nach Entwürfen von Richard Wagner im Stil der hellenistischen Romantik errichtetes Opernhaus in Bayreuth |
| Donau bei der Walhalla                                                        | Donautal rund um Regensburg                                                                     | 1984–1993      | K   |      | Kulturlandschaft im Tal der Donau rund um Regensburg inklusive der Walhalla und dem Donaustauf |
| Donau bei Weltenburg                                                          | Donautal rund um Weltenburg                                                                     | 1984–1993      | K   |      | Kulturlandschaft im Tal der Donau rund um das Kloster Weltenburg |
| Altstadt von Landshut                                                         | Altstadt von Landshut                                                                           | 1984–1993      | K   |      | mit der Burg Trausnitz |
| Rathaus Lüneburg                                                              | Rathaus Lüneburg                                                                                | 1984–1993      | K   |      | |
| Maintal bei Banz                                                              | Maintal zwischen Banz und Vierzehnheiligen                                                      | 1984–1993      | K   |      | Kulturlandschaft im Tal des Mains zwischen Kloster Banz und der Basilika Vierzehnheiligen |
| Maria Laach                                                                   | Maria Laach                                                                                     | 1984–1993      | K   |      | mit der Abteikirche und dem Laacher See |
| Ludwigstraße in München                                                       | Ludwigstraße in München                                                                         | 1984–1993      | K   |      | Prachtstraße in München mit Odeonsplatz, Residenz, Feldherrnhalle und Theatinerkirche |
| Kloster Ottobeuren                                                            | Kloster Ottobeuren                                                                              | 1984–1993      | K   |      | Das Kloster Ottobeuren ist eine Benediktinerabtei im oberschwäbischen Ottobeuren. Die auch als „Schwäbischer Escorial“ bezeichnete Anlage gehört der Bayerischen Benediktinerkongregation an. |
| Altstadt von Passau                                                           | Altstadt von Passau                                                                             | 1984–1993      | K   |      | |
| Rothenburg ob der Tauber                                                      | Rothenburg, Nördlingen, Dinkelsbühl                                                             | 1984–1993      | K   |      | umfasst die Städte Rothenburg ob der Tauber, Nördlingen und Dinkelsbühl mit gut erhaltenem mittelalterlichen Stadtbild. |
| Bundesfestung Ulm                                                             | Bundesfestung Ulm                                                                               | 1984–1993      | K   |      | |
| Wolfenbüttel                                                                  | Wolfenbüttel                                                                                    | 1984–1993      | K   |      | |
| Wormser Dom                                                                   | Wormser Dom                                                                                     | 1984–1993      | K   |      | |
| Zitadelle Spandau in Berlin                                                   | Zitadelle Spandau in Berlin                                                                     | 1984–1996      | K   |      | |
| Braunschweiger Löwe                                                           | Braunschweiger Löwe                                                                             | 1984–1996      | K   |      | |
| Kloster Eberbach                                                              | Kloster Eberbach                                                                                | 1984–1996      | K   |      | |
| (weitere Bilder)                                                              | Burg Eltz (Lage)                                                                                | 1984–1996      | K   |      | Die Burg Eltz ist eine Höhenburg aus dem 12. Jahrhundert und eine der bekanntesten ihrer Art in Deutschland. Die weitgehend erhaltene Burg liegt im Tal der Elz, einem linken Nebenfluss der Mosel, und ist seit mehr als 800 Jahren im Besitz der Adelsfamilie Eltz. |
| Externsteine                                                                  | Externsteine                                                                                    | 1984–1996      | N   |      | Die Externsteine sind eine markante, rund 40 Meter hohe Sandstein-Felsformation bei Horn-Bad Meinberg im Teutoburger Wald und als solche eine der herausragendsten Natursehenswürdigkeiten Deutschlands, die unter Natur- und Kulturdenkmalschutz steht. Den Externsteinen werden besondere kulturgeschichtliche Bedeutungen zugeschrieben. |
| (weitere Bilder)                                                              | Freiburger Münster                                                                              | 1984–1996      | K   |      | Das Münster Unserer Lieben Frau ist die im romanischen und größtenteils im gotischen Stil erbaute römisch-katholische Stadtpfarrkirche von Freiburg im Breisgau. Sie wurde von ca. 1200 bis 1513 erbaut. |
| Schloss Nymphenburg in München                                                | Schloss Nymphenburg in München                                                                  | 1984–1996      | K   |      | mit dem Schlosspark |
| Abtei Weingarten                                                              | Abtei Weingarten                                                                                | 1984–1996      | K   |      | |
| (weitere Bilder)                                                              | Kaiserpfalz Gelnhausen                                                                          | 1984–1996      | K   |      | |
| Ludwigsplatz in Saarbrücken                                                   | Ludwigsplatz in Saarbrücken                                                                     | 1984–1996      | K   |      | |
| Schloss Weißenstein in Pommersfelden                                          | Schloss Weißenstein in Pommersfelden                                                            | 1984–1996      | K   |      | |
| (weitere Bilder)                                                              | Dom zu Magdeburg St. Mauritius und Katharina (Lage)                                             | 1990 1996–1999 | K   |      | Der Magdeburger Dom, die Grabkirche Ottos des Großen, ist das älteste Bauwerk der Gotik auf deutschem Boden. Ursprünglich von der Deutschen Demokratischen Republik vorgeschlagen, wurde der Magdeburger Dom 1996 in die gesamtdeutsche Tentativliste übernommen. 1990 und 1999 war er zur Aufnahme in das Welterbe nominiert, wurde jedoch beide Male vor der Sitzung des Welterbekomitees zurückgezogen. |
| (weitere Bilder)                                                              | Zeughaus in Augsburg (Lage)                                                                     | 1993–1996      | K   |      | 1602 bis 1607 von Elias Holl als Waffenarsenal und Unterbringungsmöglichkeit für bis zu 3000 Soldaten erbaut. |
| AEG-Turbinenfabrik in Berlin                                                  | AEG-Turbinenfabrik in Berlin                                                                    | 1993–1996      | K   |      | |
| Berliner Philharmonie                                                         | Berliner Philharmonie                                                                           | 1993–1996      | K   |      | |
| (weitere Bilder)                                                              | Goethe-Haus in Frankfurt                                                                        | 1993–1996      | K   |      | Wohnhaus der Familie Goethe am Großen Hirschgraben in Frankfurt am Main, in dem 1749 der Dichter Johann Wolfgang von Goethe geboren wurde. |
| (weitere Bilder)                                                              | Frankfurter Paulskirche                                                                         | 1993–1996      | K   |      | |
| Festung Jülich                                                                | Festung Jülich                                                                                  | 1993–1996      | K   |      | |
| (weitere Bilder)                                                              | Königsplatz in München (Lage)                                                                   | 1993–1996      | K   |      | Platz im Münchner Stadtteil Maxvorstadt im Zug der Brienner Straße, der ersten Prachtstraße Münchens |
| Burg Münzenberg                                                               | Burg Münzenberg                                                                                 | 1993–1996      | K   |      | |
| Römische Villa von Nennig                                                     | Römische Villa von Nennig                                                                       | 1993–1996      | K   |      | Ausgrabungsstätte in Nennig im Saarland mit gut erhaltenem Fußbodenmosaik aus dem 3. Jahrhundert n. Chr. |
| Walhalla bei Regensburg                                                       | Walhalla bei Regensburg                                                                         | 1993–1996      | K   |      | |
| Hölderlinturm in Tübingen                                                     | Hölderlinturm in Tübingen                                                                       | 1993–1996      | K   |      | Wohnhaus in Tübingen, in dem der Dichter Friedrich Hölderlin von 1807 bis zu seinem Tod im Jahr 1843 lebte. Ein Teil des Hauses war auf dem Sockel eines Turms der mittelalterlichen Stadtmauer errichtet. |
| Schloss Wilhelmsthal                                                          | Gärten und Landgüter in und um Kassel                                                           | 1999–2013      | K   | 1365 | Neben dem 2013 in das Welterbe aufgenommenen Bergpark Wilhelmshöhe (Ref. 1413) waren in dem Vorschlag auf der Tentativliste ebenfalls der Friedrichplatz (Lage) in Kassel und Schloss Wilhelmsthal (Lage) in Calden enthalten. |
| Heidelberger Schloss                                                          | Heidelberger Schloss und Altstadt                                                               | 1999–2014      | K   | 1359 | Die Ruine des Heidelberger Schlosses ist eine der berühmtesten Ruinen Deutschlands. Zusammen mit der barocken Heidelberger Altstadt und der umgebenden Natur machte es Heidelberg im 19. Jahrhundert zu einem Zentrum der Romantik. Das Welterbe-Komitee der UNESCO hat auf seiner 31. Sitzung am 29. Juni 2007 in Christchurch, Neuseeland, den Welterbeantrag das zweite Mal nach 2005 an die Antragsteller zurückverwiesen. |
| (weitere Bilder)                                                              | Schwetzingen: Eine Kurpfälzische Sommerresidenz – Gartendesign und freimaurerische Anspielungen | 1999–2014      | K   | 1361 | Sommerresidenz der pfälzischen Kurfürsten Karl Philipp und Karl Theodor Das Welterbe-Komitee der UNESCO hat auf seiner 36. Sitzung im Juni/Juli 2012 in St. Petersburg, Russland, den Welterbeantrag an den Antragsteller zurückverwiesen. |
| Kurpark in Bad Homburg                                                        | Bedeutende europäische Bäder des 19. Jahrhunderts                                               | 2014–2016      | K   | 5934 | Bad Homburg vor der Höhe, Wiesbaden und Bad Pyrmont sind 2016 aus der Nominierung entfernt worden und somit nicht Teil des Welterbes Bedeutende Kurstädte Europas |
| Schloss Neuenburg                                                             | Der Naumburger Dom und die hochmittelalterliche Kulturlandschaft an Saale und Unstrut.          | 2015–2017      | K   | 1369 | Eine der weltweit bedeutendsten (Kultur)landschaften, die von der Zeit des Hochmittelalters zeugen; (fast) nirgendwo anders gibt es ein Gebiet mit einer so hohen Dichte an hochmittelalterlichen Befestigungsanlagen, Profan- und Sakralbauten Zum Kern des Bewerbungsantrags gehörten unter anderem: die Altstadt Naumburg, die Burganlage Schönburg, die Klosterkirche und Schlossanlage Goseck, das Romanische Haus Bad Kösen, die Rudelsburg, die Altstadt Freyburg mit der Marienkirche und das Schloss Neuenburg. 2018 wurde auf Vorschlag von ICOMOS lediglich der Naumburger Dom zum Welterbe erklärt. |
| Montanregion Erzgebirge / Kruśnohoří                                          | Montanregion Erzgebirge / Kruśnohoří                                                            | 2012–2018      | K   | 5776 | Im Zuge der Überarbeitung des vorigen Antrags wurde die Zahl der Bestandteile der Bewerbung von ehemals 79 auf 22 reduziert (17 in Sachsen, 5 in Tschechien). Teil der Welterbestätte sind nur noch Objekte, die unmittelbar mit dem Erzbergbau sowie den bergbaulichen Prozessen bzw. Bergbaulandschaften verbunden sind. Ein Großteil der gestrichenen Objekte ist aber als „assoziierte Bestandteile/Objekte“ in die Welterbelandschaft eingebunden. Diese sind einsehbar unter: Assoziierte Stätten. |
| Lutherstätten in Eisleben und Wittenberg – Lutherstätten in Mitteldeutschland | Lutherstätten in Eisleben und Wittenberg – Lutherstätten in Mitteldeutschland                   | 2015–2024      | K   | 5986 | Geplante Erweiterung der Welterbestätte Luthergedenkstätten in Eisleben und Wittenberg (Ref. 783) unter anderem um weitere Stätten in Wittenberg und Eisleben, das Elternhaus und die St.-Georg-Kirche in Mansfeld, Schloss Hartenfels in Torgau, die Veste Coburg und das Augustinerkloster in Erfurt Die Erweiterung des Welterbes war für das Jahr 2017 anvisiert, die Nominierung wurde jedoch vor der Sitzung des Welterbekomitees zurückgezogen. 2024 wurde stattdessen die Schlosskapelle Torgau als einzelne Stätte nominiert.                                                                          |

### Welterbekandidaten der ehemaligen DDR
Die Deutsche Demokratische Republik hat 1989 erstmals fünf Stätten zur Aufnahme in das Welterbe nominiert: Schlösser und Gärten Potsdam, Barockensemble Dresden, Kulturlandschaft Dessau-Wörlitz, Burgberg/Stiftskirche Quedlinburg sowie Magdeburger Dom, die Anträge 1990 aber zurückgezogen. In einer Liste von 1990 sind neben den fünf genannten weitere 30 Vorschläge für die Welterbeliste verzeichnet. Nach der Wiedervereinigung Deutschlands 1990 wurde nur ein Teil dieser Vorschläge in die gesamtdeutsche Tentativliste übernommen. Zu den nicht übernommenen Stätten zählen:
| Bild                                                                          | Bezeichnung                                                    | Jahr | Typ | Ref.  | Beschreibung |
| ----------------------------------------------------------------------------- | -------------------------------------------------------------- | ---- | --- | ----- | --- |
| (weitere Bilder)                                                              | Prenzlau, Marienkirche (Lage)                                  | 1990 | K   | (08.) | |
| (weitere Bilder)                                                              | Gernrode, Damenstiftskirche (Lage)                             | 1990 | K   | (09.) | |
| (weitere Bilder)                                                              | Heidenau, Barockgarten Großsedlitz (Lage)                      | 1990 | K   | (11.) | |
| Umgebindehäuser (weitere Bilder)                                              | Obercunnersdorf, Dorfanlage (Lage)                             | 1990 | K   | (12.) | |
| (weitere Bilder)                                                              | Oberspreewald, mit Dorfanlagen (Lage)                          | 1990 | K   | (13.) | |
| 1983 ist der Tobiashammer ein technisches Denkmal und Museum (weitere Bilder) | Ohrdruf, Tobiashammer (Lage)                                   | 1990 | K   | (15.) | wasserkraftgetriebene Schmiedehammeranlage in Ohrdruf, seit 1983 technisches Denkmal und Museum. |
| (weitere Bilder)                                                              | Netzschkau / Reichenbach im Vogtland, Göltzschtalbrücke (Lage) | 1990 | K   | (16.) | Größte Ziegelsteinbrücke der Welt im sächsischen Vogtlandkreis. |
| (weitere Bilder)                                                              | Berlin, Wasserwerk Friedrichshagen (Lage)                      | 1990 | K   | (17.) | |
| (weitere Bilder)                                                              | Königstein, Festung (Lage)                                     | 1990 | K   | (18.) | |
| Dom und Severikirche (weitere Bilder)                                         | Erfurt, Dom und St. Severi                                     | 1990 | K   | (19.) | Der Dom (Lage) und die Severikirche (Lage) in Erfurt liegen unmittelbar nebeneinander auf dem Domberg und bilden gemeinsam ein Wahrzeichen der Stadt. |
| (weitere Bilder)                                                              | Weimar, Buchenwald (Lage)                                      | 1990 | K   | (21.) | Das Konzentrationslager Buchenwald war eines der größten Konzentrationslager auf deutschem Boden. |
| (weitere Bilder)                                                              | Halberstadt, Dom (Lage)                                        | 1990 | K   | (22.) | |
| Fürstenberg, Ravensbrück                                                      | Fürstenberg, Ravensbrück (Lage)                                | 1990 | K   | (23.) | Das KZ Ravensbrück (auch Frauen-KZ Ravensbrück) war das größte Konzentrationslager für Frauen im sogenannten deutschen Altreich zur Zeit des Nationalsozialismus. Ravensbrück ist heute ein Wohnplatz der Stadt Fürstenberg/Havel im Norden des Landes Brandenburg. |
| (weitere Bilder)                                                              | Mühlhausen, Thomas-Müntzer-Stadt (Lage)                        | 1990 | K   | (24.) | Wirkungsstätte des Reformators und Revolutionärs Thomas Müntzer in der Zeit des Bauernkrieges |
| (weitere Bilder)                                                              | Görlitz, Altstadt (Lage)                                       | 1990 | K   | (25.) | |
| Albrechtsburg und Dom (weitere Bilder)                                        | Meißen, Dom und Albrechtsburg                                  | 1990 | K   | (26.) | Der Dom (Lage) und die Albrechtsburg (Lage) in Meißen liegen gemeinsam auf dem sich über die Meißner Altstadt erhebenden Burgberg |
| (weitere Bilder)                                                              | Bad Doberan, Münster (Lage)                                    | 1990 | K   | (28.) | ehemalige Klosterkirche des Klosters Doberan, heute die Kirche der Evangelisch-Lutherischen Kirchengemeinde Bad Doberan, einer der wichtigsten gotischen Backsteinbauten im Ostsee-Raum entlang der Europäischen Route der Backsteingotik.                          |
| (weitere Bilder)                                                              | Berlin, Gendarmenmarkt (Lage)                                  | 1990 | K   | (29.) | |
| (weitere Bilder)                                                              | Berlin, Ensemble Unter den Linden (Lage)                       | 1990 | K   | (30.) | |
| (weitere Bilder)                                                              | Jerichow, Prämonstratenser-Stiftskirche (Lage)                 | 1990 | K   | (33.) | Klosterkirche des Klosters Jerichow |
| Marktplatz mit Rathaus (weitere Bilder)                                       | Wittenberg, Altstadt (Lage)                                    | 1990 | K   | (34.) | Ursprünglich war der gesamte historische Stadtkern der Lutherstadt Wittenberg vorgeschlagen. In das Welterbe aufgenommen wurden jedoch nur die Luthergedenkstätten (Ref. 783).                                                                                      |

## Gefährdete und ehemalige Welterbestätten

### Kölner Dom (gefährdet 2004–2006)
Im Juli 2004 wurde der Kölner Dom in die Liste des gefährdeten Welterbes aufgenommen. Die Stadt Köln führte ihre Baupolitik in Domnähe zunächst unverändert weiter. Durch Unterredungen der UNESCO mit der Stadtverwaltung wurde schließlich eine Übereinkunft erzielt: Eine Freizone auf beiden Rheinseiten schützt fortan die Geltung des Domes. Zudem sollen Gebäude nahe der Freizone die Höhe von 60 Metern nicht überschreiten. Somit wurde der Dom im Juli 2006 von der Liste gestrichen.

### Dresdner Elbtal (gefährdet ab 2006, gestrichen 2009)

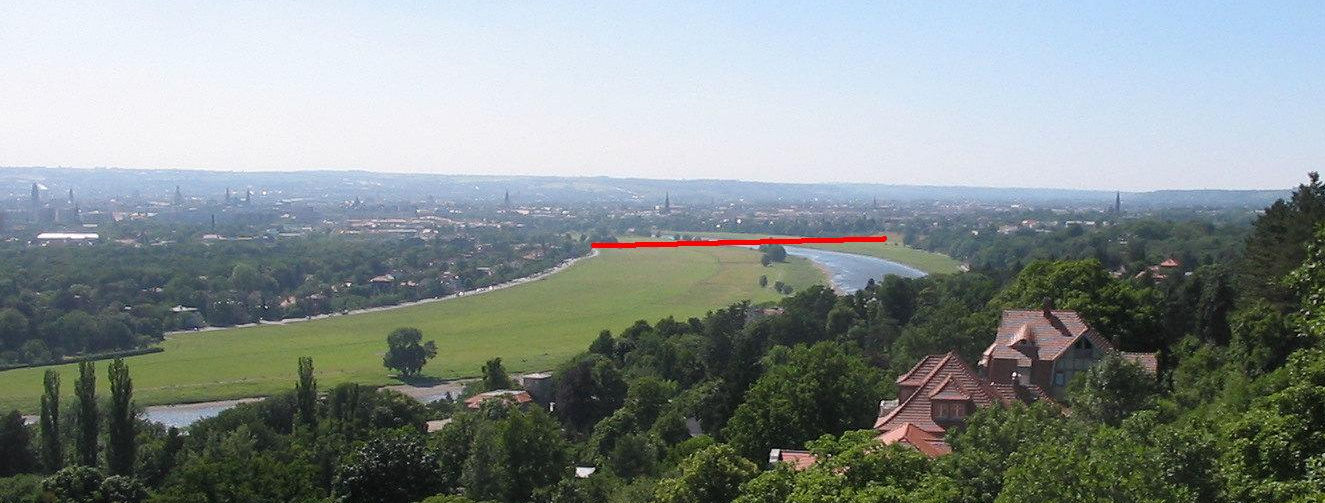
Elbtal mit Standort der Waldschlößchenbrücke

Das Dresdner Elbtal wurde im Juli 2006 in die Liste des gefährdeten Welterbes eingetragen, da laut Gutachten die vierspurige Waldschlößchenbrücke „den zusammenhängenden Landschaftsraum des Elbbogens an der empfindlichsten Stelle […] irreversibel in zwei Hälften“ zerteilt. Grundlage für den Brückenbau ist ein Bürgerentscheid vom Februar 2005, der bis Februar 2008 bindend war. Darauf basierend setzte die Landesregierung durch, dass die Errichtung der Brücke nach dem Entwurf aus dem Jahr 1997 im November 2007 begann, obwohl der Dresdner Stadtrat sich um eine Kompromisslösung bemühte. Der Aufforderung der UNESCO, bis Oktober 2007 eine Alternativplanung vorzulegen, wurde nicht nachgekommen, stattdessen veranlasste die Landesregierung den Baubeginn per Ersatzvornahme.
Im Januar 2008 wurden kleine Umplanungen präsentiert, die die UNESCO jedoch nicht überzeugten.
Im März 2008 konstatierte die Bundesregierung: „Eine Streichung des Dresdner Elbtals aus der Welterbeliste würde das Ansehen Deutschlands und das Verhältnis Deutschlands zur UNESCO erheblich beeinträchtigen.“ Unabhängig davon wurde die Waldschlößchenbrücke weitergebaut. Daraufhin verlor das Dresdner Elbtal den Titel Weltkulturerbe aufgrund einer Entscheidung des Welterbekomitees am 25. Juni 2009. Es handelte sich nach dem Wildschutzgebiet in der Wüste Omans 2007 um die zweite Streichung eines Welterbes von der UNESCO-Liste. Eine Neubewerbung der Stätte mit veränderten Grenzen und unter Berufung auf andere Kriterien wurde dabei nicht ausgeschlossen.

### Gefährdungen anderer Stätten
In allen anderen bisherigen Konfliktfällen gelang die frühzeitige Abwendung (potenzieller) Gefährdungen. So beispielsweise dank lokaler bzw. regionaler Anstrengungen bei der Wartburg und dank rechtzeitiger Abstimmung mit der UNESCO in Stralsund, wo wenige hundert Meter von der historischen Altstadt entfernt in den Jahren 2004–2007 mit der Rügenbrücke eine der größten deutschen Straßenbrücken entstand – aus ästhetischen Gründen nicht als preiswerte Balkenbrücke, sondern als teurere Schrägseilbrücke.
Im Welterbe Kulturlandschaft Oberes Mittelrheintal wurden von der UNESCO in der Vergangenheit die geplante Mittelrheinbrücke und die Seilbahn Koblenz kritisch betrachtet. Beide sind aktuell aber kein Problem mehr, da der Bau der Brücke nicht weiter verfolgt wird und der Betrieb der Seilbahn am 19. Juni 2013 in Phnom Penh auf der 37. Sitzung des Welterbekomitees bis 2026 erlaubt wurde. Allerdings forderte die UNESCO in der gleichen Sitzung den Abbau der Sommerrodelbahn Loreley.

## Briefmarken und Münzen

### Briefmarkenserie

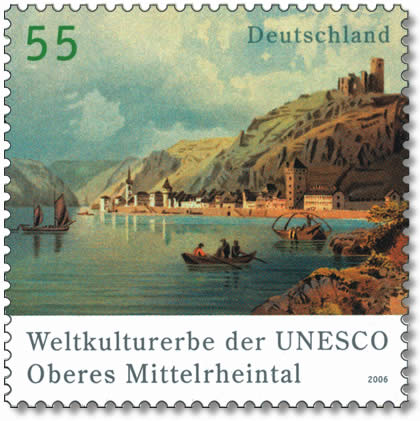
Oberes Mittelrheintal, Sondermarke von 2006

Im Rahmen der Briefmarkenserie Weltkulturerbe der UNESCO bringt die Deutsche Bundespost bzw. Deutsche Post AG seit 1990 in lockerer Folge Sondermarken mit Welterbestätten als Motiv heraus. Die meisten dieser Marken zeigen Welterbestätten aus Deutschland, teils aber auch aus anderen Ländern. Zu den Motiven aus Deutschland zählen:
Werte in D-Pfennig:
- 1990 Altstadt Lübeck (100)
- 1996 Alte Völklinger Hütte (100)
- 1996 Altstadt Bamberg (100)
- 1997 Schlösser Augustusburg und Falkenlust (100)
- 1998 Kloster Maulbronn (100)
- 1998 Grube Messel (110)
- 1998 Würzburger Residenz (110)

Werte in Euro-Cent
- 2002 Gartenreich Dessau-Wörlitz (56)
- 2002 Museumsinsel Berlin (56)
- 2003 Kölner Dom (55)
- 2003 Bauhausstätten in Weimar und Dessau (55)
- 2006 Oberes Mittelrheintal (55)
- 2007 Stralsund und Wismar (70)
- 2007 Limes (Blockausgabe) (55)
- 2008 Klosterinsel Reichenau (45)
- 2009 Luthergedenkstätten in Eisleben und Wittenberg (145)
- 2010 St. Michaelis Hildesheim (220)
- 2011 Altstadt Regensburg (75)
- 2012 Muskauer Park (90)
- 2014 Fagus-Werk (60)
- 2016 Kloster Corvey (70)
- 2017 Bergwerk Rammelsberg, Altstadt von Goslar und Oberharzer Wasserwirtschaft (145)

### Gedenkmünzen
Von 2003 bis 2019 zeigen die deutschen 100-Euro-Gold-Gedenkmünzen (mit einer Unterbrechung 2005 wegen der Gedenkmünze zur FIFA-Fußball-Weltmeisterschaft 2006) Welterbestätten in Deutschland als Motiv. Folgende Stätten wurden berücksichtigt (Bezeichnung gemäß der Prägung auf der Münze):
- 2003 Weltkulturerbestadt Quedlinburg
- 2004 Stadt Bamberg
- 2006 Klassisches Weimar
- 2007 Hansestadt Lübeck
- 2008 Altstadt · Bergwerk Rammelsberg, Goslar
- 2009 Römische Baudenkmäler – Dom und Liebfrauenkirche in Trier
- 2010 Würzburger Residenz und Hofgarten
- 2011 Wartburg
- 2012 Dom zu Aachen
- 2013 Gartenreich Dessau-Wörlitz
- 2014 Kloster Lorsch
- 2015 Oberes Mittelrheintal
- 2016 Altstadt von Regensburg mit Stadtamhof
- 2017 Luthergedenkstätten Eisleben und Wittenberg
- 2018 Schlösser Augustusburg und Falkenlust